# 溢れる愛
「溢れる愛」（あふれるあい、原題：Lotta Love）は、ニール・ヤングが作詞・作曲して1978年のアルバム『カムズ・ア・タイム』で発表した楽曲。ニコレット・ラーソンによるヴァージョンも、同時期にリリースされたアルバム『愛しのニコレット』に収録され、シングル・ヒットした。

## 解説
ラーソンのインタビューによれば、この曲はヤングの録音が先で、その録音を聴いたラーソンが、この曲を歌いたいと申し出たところヤングが「これは君の曲だ」と快諾したが、最終的にヤングが心変わりして、自分のアルバムにも収録したという。ヤングのヴァージョンでは、クレイジー・ホースがバックを務めている。
ラーソンのヴァージョンはシングル・カットされて、アメリカのBillboard Hot 100で8位に達し、『ビルボード』のアダルト・コンテンポラリー・チャートでは1位を獲得した。ニュージーランドのシングル・チャートでは合計10週トップ40入りして、最高22位を記録した。また、ラーソン版はジム・バージェスによるリミックス・ヴァージョン「ディスコ・ステレオ・ミックス」も存在する。

## カヴァー
- ダイナソーJr. - トリビュート・アルバム『The Bridge: A Tribute to Neil Young』（1989年）に提供[8]。
- シー&ヒム - シングル「Why Do You Let Me Stay Here?」のカップリング曲として発表[9]。
- ヘイリー・ロレン（英語版） - アルバム『ハート・ファースト』（2011年）に収録[10]。